# Johannes Kaspar (Maler)

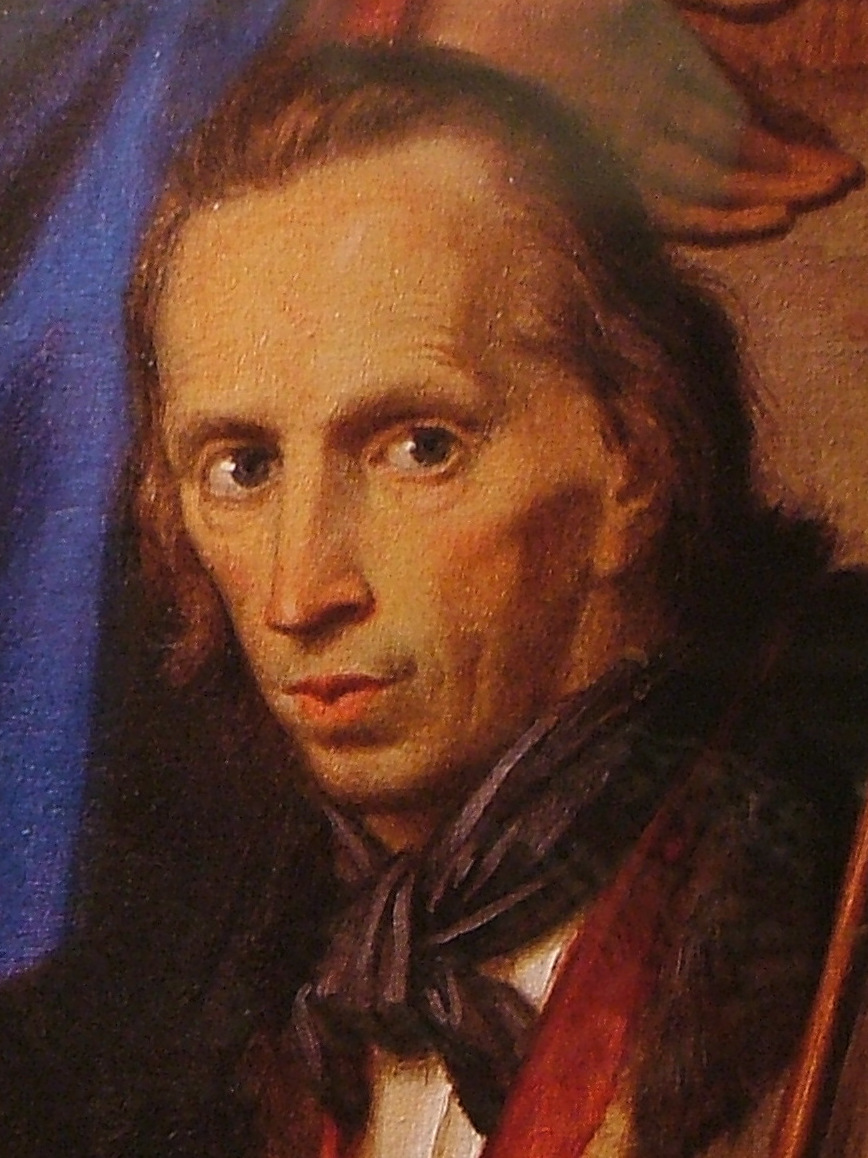
Johannes Kaspar

Johannes Kaspar (* 22. Januar 1822 in Obergünzburg; † 23. Oktober 1885 ebenda; Name auch Johann Kaspar und Johann Baptist Kaspar) war ein deutscher Kunstmaler. Er schuf unter anderem Historiengemälde vielfach religiöser Thematik und wird zu den Nazarenern gezählt.

## Leben und Wirken
Johannes Kaspar war Sohn eines Schreiners. Er studierte schon mit 16 Jahren an der Münchner Kunstakademie als Schüler von Heinrich Maria von Hess und arbeitete mit diesem zusammen an der Ausstattung der Kirche der Benediktinerabtei St. Bonifatius in München mit (die Bilder wurden 1944 kriegszerstört).

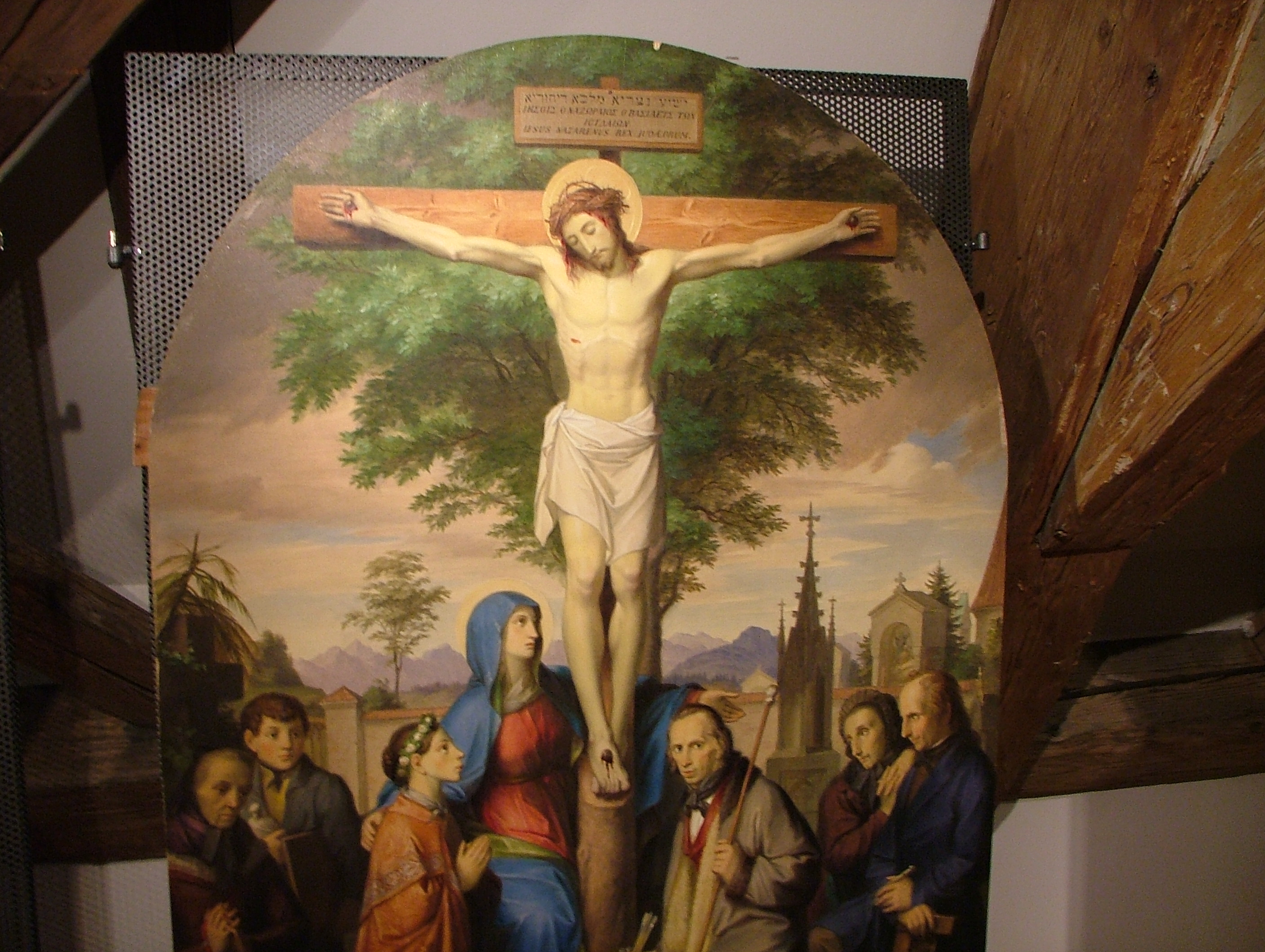
Gemälde einer Kreuzigungsszene im Heimatmuseum Obergünzburg

Ein weiteres Werk Kaspars waren die in den Jahren 1859 bis 1863 entstandenen Kreuzwegstationen am Weg zur Obergünzburger Filialkirche St. Nikolaus auf dem Nikolausberg. Diese hielten allerdings nur knapp 100 Jahre, weil der glimmerhaltige Sand der Putzschicht die Bilder zerstörte (die vorab 1857 als Freskenmalerei geschaffene zwölfte Station war bereits nach zwei Jahren zerstört und wurde abgenommen). So schuf um 1960 der Kemptener Bildhauer Karl Görlich für die Stationshäuschen Halbreliefs aus Treuchtlinger Marmor.
Auch in der Pfarrkirche Mariä Himmelfahrt in Ronsberg, der Pfarrkirche in Willofs (Hochaltarbild, 1879) und der Pfarrkirche in Ebersbach sind Werke von ihm zu finden. Von ihm stammen die Altarbilder im Chor der Pfarrkirche Mariä Himmelfahrt in Türkheim ebenso wie das 1868 geschaffene Hochaltarbild der Kreuzigung Christi in der Stadtpfarrkirche St. Justina in Bad Wörishofen. Weiterhin baute Johann Kaspar die Seitenaltäre der Kirche St. Jakobus der Ältere in Ketterschwang bei Germaringen um, erneuerte deren Altarbilder und fasste die Kanzel neu. Für die Pfarrkirche St. Peter und Paul in Zell bei Bad Grönenbach schuf er um 1840 das Altarblatt des Hauptaltars, 1844 das Altarblatt des Marienaltars und 1850 das Altarblatt des Josefsaltars. Weitere Altarbilder schuf er für Kirchen in Elbing, Passau, Bayreuth, aber auch in schwäbischen Orten wie Dinkelscherben, Apfeltrach, Gundremmingen und Bidingen.
Kaspar war Mitglied des Münchner Vereins für Christliche Kunst. Er starb 1885 und hinterließ der Marktgemeinde Obergünzburg zahlreiche Ölgemälde, Skizzen und Zeichnungen. Diese sind heute zusammen mit Werken anderer regionaler Künstler im Heimatmuseum im ehemaligen Pfarrhaus ausgestellt, zu dessen Gründung der Nachlass den Anstoß gab.